# Cách mạng Hồi giáo
Cách mạng Hồi giáo (hay còn được biết với tên Cách mạng Iran hoặc Cách mạng Hồi giáo Iran, Tiếng Ba Tư: انقلاب اسلامی, Enghelābe Eslāmi) là cuộc cách mạng đã biến Iran từ một chế độ quân chủ độc tài do Shah Mohammad Reza Pahlavi đứng đầu trở thành một quốc gia thần quyền dưới sự lãnh đạo của Ayatollah Ruhollah Khomeini, người lãnh đạo cuộc cách mạng và là người khai sinh ra nước Cộng hòa Hồi giáo. Một số báo chí Hồi giáo gọi đây là "cuộc cách mạng vĩ đại thứ ba trong lịch sử", sau Cách mạng Pháp và Cách mạng Tháng Mười Nga, và là sự kiện "biến chủ nghĩa Hồi giáo thành lực lượng chính trị... từ Maroc đến Malaysia".
Mặc dù có người cho rằng cuộc cách mạng vẫn còn tiếp diễn, khoảng thời gian của nó có thể được tính từ khi bắt đầu tháng 1 năm 1978, với các cuộc tuần hành lớn kêu gọi lật đổ Shah, và kết thúc với sự phê chuẩn Hiến pháp chính trị thần quyền mới, trong đó Khomeini trở thành Lãnh đạo Tối cao của quốc gia vào tháng 12 năm 1979. Trong khoảng thời gian đó, Mohammad Reza Pahlavi đã rời khỏi Iran vào tháng 1 năm 1979 sau một loạt cuộc đình công và tuần hành làm tê liệt đất nước, vào ngày 1 tháng 2 năm 1979 Ayatollah Khomeini quay lại Tehran trong sự chào đón của hàng triệu người Hồi giáo Iran. Sự sụp đổ cuối cùng của triều đại Pahlavi diễn ra thời gian ngắn sau đó vào ngày 11 tháng 2 khi giới quân sự Iran tuyên bố rằng họ "trung lập" sau khi lực lượng du kích và phiến quân áp đảo lực lượng trung thành với Shah trong trận đánh có vũ trang ngay trên đường phố. Iran chính thức trở thành một nước cộng hòa Hồi giáo vào ngày 1 tháng 4 năm 1979 khi người dân Iran phê chuẩn quyết định này trong một cuộc trưng cầu dân ý toàn quốc với số ủng hộ áp đảo.
Cuộc cách mạng bất thường ở sự ngạc nhiên mà nó tạo ra trên toàn thế giới: nó thiếu rất nhiều động cơ thông thường của một cuộc cách mạng - thất bại trong một cuộc chiến tranh, một cuộc khủng hoảng kinh tế, cuộc nổi dậy của nông dân, hoặc sự bất mãn của giới quân sự; lại tạo ra một sự thay đổi sâu sắc với tốc độ thần kỳ; lật độ một đế chế được cho là có sự bảo hộ mạnh mẽ của lực lượng vũ trang và các dịch vụ bảo an được đầu tư dồi dào; và đã thay thế một vương triều cổ đại đã tồn tại hơn 2.000 năm bằng một chế độ chính trị độc tài thần quyền dựa trên Luật Hồi giáo (hay velayat-e faqih). Kết quả của nó - một nước Cộng hòa Hồi giáo "dưới sự lãnh đạo của một học giả tôn giáo lưu vong 80 tuổi quê ở Qom" — là, như một học giả đã nói, "rõ ràng là một sự cố cần được giải thích..."
Không quá đặc biệt nhưng mạnh mẽ hơn đó là cuộc tranh cãi về kết quả của cuộc cách mạng. Đối với một số người theo đạo Hồi thì đó là thời đại của chủ nghĩa anh hùng và sự hy sinh đã sản sinh ra một hạt nhân của thế giới các quốc gia Hồi giáo - "một mô hình hoàn hảo về cuộc sống huy hoàng, nhân đạo và thiêng liêng... cho tất cả con người trên thế giới". Ở thái cực khác, những người Iran phản đối chế độ giải thích cuộc cách mạng là thời điểm mà "chúng ta đã mất trí trong một vài năm", và là một hệ thống "hứa hẹn với chúng ta thiên đường, nhưng... tạo ra một địa ngục trên trần gian".

## Nguyên nhân cuộc cách mạng
Đã có nhiều lời giải thích về nguyên nhân tại sao cuộc cách mạng lại diễn ra và thành công, trong đó bao gồm những hành động của Shah và những sai lầm cùng thành công của các lực lượng chính trị khác nhau:
- Chế độ của Shah không được những tín đồ Hồi giáo Shia ưa chuộng: Giới giáo sĩ Hồi giáo cho rằng Shah chịu ảnh hưởng lớn - nếu không nói là con rối - của thế lực phi Hồi giáo phương Tây (Hoa Kỳ)[24][25], những người này tin rằng nền văn hóa của nó "đang làm ô uế đất nước Iran"; rằng chế độ của Shah "ngột ngạt, thối nát, và ngông cuồng"[26][27].
- Sự thất bại về chuyên môn của chế độ: tình trạng thắt cổ chai, thiếu hụt và lạm phát, của chương trình kinh tế quá tham vọng của chế độ[28]; sự thất bại của các lực lượng bảo an của chế độ khi đối phó với sự phản kháng và biểu tình[29]; cấu trúc quyền lực hoàng gia quá tập trung[30].
- Sự phát triển của phong trào phục hưng Hồi giáo chống lại Tây phương hóa và nhận thấy Ayatollah Khomeini là người kế tục bước đi của Imam dòng Shi'a Husayn ibn Ali, và Shah là một phiên bản hiện đại của kẻ thù của Hussein, bạo chúa Yazid I[31];
- Việc đánh giá thấp phong trào Hồi giáo của Ayatollah Khomeini từ Shah - người cho rằng chúng chỉ là mối đe dọa nhỏ -[32][33][34] và từ cả những người kế tục đang chống lại Shah - cho rằng những người theo chủ nghĩa Khomeni chỉ đáng đứng chầu rìa[35].

## Bối cảnh cuộc cách mạng

### Chủ nghĩa chống thuyết giáo quyền củavương triều Pahlavi
Sau Cách mạng Lập hiến Iran năm 1906, hiến pháp đầu tiên của Iran bắt đầu có hiệu lực, do Quốc hội thông qua. Hiến pháp đã quy định một vị trí đặc biệt cho đạo Hồi dòng Shi'a thứ mười hai. Hiến pháp tuyên bố rằng đạo Hồi là quốc giáo của Iran, trong đó ghi rõ rằng giới tu sĩ Shi'a là người quyết định xem các luật do Quốc hội thông qua có "hòa hợp với các nguyên tắc của đạo Hồi" hay không, và sẽ có một ủy ban các tăng lữ để thông qua tất cả các luật, đồng thời yêu cầu Shah phải tích cực ủng hộ đạo Hồi dòng Shi'a thứ mười hai, và trung thành triệt để các nguyên tắc của nó.
Tuy nhiên, sau sự hưng vượng của vương triều Pahlavi, Reza Pahlavi, noi gương Atatürk cùng thời với ông, đã cố gắng thế tục hóa và Tây phương hóa Iran. Ông tước bớt quyền lực của giới tăng lữ Shi'a, chấm dứt các điều luật Hồi giáo và mở rộng quyền lợi cho người phụ nữ. Reza Pahlavi đã cố gắng thế tục hóa Iran bằng cách bỏ qua hiến pháp mang tính tôn giáo. Đến giữa thập niên 1930, cách trị vì của Reza Shah đã tạo ra sự bất mãn lớn đối với các tăng lữ dòng Shi'a trên khắp Iran, do đó tạo ra khoảng cách giữa các tổ chức tôn giáo và chính quyền. Ông cấm trang phục truyền thống của Iran dành cho đàn ông lẫn phụ nữ, và ủng hộ lối ăn mặc phương Tây. Những phụ nữ chống lại việc tháo mạng che mặt sẽ bị buộc tháo bỏ và xé mạng. Ông thực thi nhiều chính sách nhằm thúc đẩy bình đẳng giới: Phụ nữ Iran lần đầu được phép theo học tại các trường đại học luật và y., vào năm 1934 một đạo luật đã đặt ra khoản tiền phạt rất nặng cho các rạp chiếu phim, nhà hàng và khách sạn không phục vụ cho khách hàng là nữ giới . Các bác sĩ tại Iran lần đầu tiên được phép mổ xẻ cơ thể người cho mục đích nghiên cứu và chữa bệnh. Ông đối xử một cách mạnh mẽ với những kẻ chống đối các chính sách này: quân đội được gửi đi tàn sát những kẻ chống đối tại đền thờ và những người du mục từ chối định cư. Các tờ báo cánh tả và tôn giáo đều bị đóng cửa và có thể bị tống giam. Trong mười sáu năm trị vì của Reza Shah, những dự án lớn như Đường sắt xuyên Iran đã được xây dựng, giáo dục hiện đại đã được giới thiệu và Đại học Tehran, trường đại học đầu tiên của Iran, đã được thành lập. Số lượng các nhà máy công nghiệp hiện đại tăng gấp 17 lần dưới Reza Shah, và tổng chiều dài đường cao tốc ở Iran tăng từ 2.000 đến 14.000 dặm.

### Thập niên 1940: Đức Shah đạt tới quyền lực
Shah Mohammad Reza Pahlavi đạt được quyền lực vào năm 1941 sau khi hạ bệ phụ hoàng, Reza Shah, nhờ một cuộc xâm lược của quân đội Anh và Liên Xô vào năm 1941. Reza Shah, một quân nhân, nổi tiếng vì quyết tâm hiện đại hóa Iran và sự thù địch của ông với giới tăng lữ (ulema). Shah Mohammad Reza Pahlavi nắm giữ quyền lực từ năm 1941 cho đến cuộc cách mạng 1979 dù đã trải qua sự gián đoạn ngắn vào năm 1953, khi ông phải đối mặt với một nỗ lực cách mạng. Vào năm 1953 ông đã bỏ trốn khỏi đất nước sau khi xuất hiện sự tranh giành quyền lực giữa ông và Thủ tướng Mohammad Mossadegh, người đã quốc hữu hóa các mỏ dầu của đất nước và đang tìm cách quản lý quân đội. Mossadegh được bầu vào chiếc ghế thủ tướng thông qua một cuộc bầu cử dân chủ. Nhờ cuộc đảo chính do CIA và MI6 giật dây, có mật danh Chiến dịch Ajax, Mossadegh bị lật đổ và bắt giam, còn Đức Shah thì quay trở lại ngai vàng. Tư tưởng của một số người Iran vẫn cho rằng hành động lật đổ này là sự phá hoại tiến trình dân chủ của Iran. Tuy vậy vào thời điểm đó Mossadegh cũng đang âm mưu trở thành nhà độc tài của Iran thông qua việc kiểm soát quân đội, nhiều đối thủ chính trị đã bị ông ta bỏ tù, và ông ta cũng đã thành lập một liên minh không chính thức với Đảng Cộng sản Iran (Tudeh) . Đến giữa năm 1953, Mossadegh quyết định giải tán Nghị viện Iran dựa theo kết quả của một cuộc trưng cầu dân ý gian lận. Trớ trêu thay, hành động phi dân chủ này của một thủ tướng được bầu cử dân chủ đã dẫn đến một chuỗi các sự kiện dẫn đến sự sụp đổ của ông ta .
Giống như phụ hoàng Reza Shah, Shah Mohammad Reza Pahlavi cố gắng hiện đại hóa và Tây phương hóa một quốc gia bị trì trệ nghiêm trọng bởi nền chính trị Hồi giáo bảo thủ. Như lời R. Kapuchinsky khẳng định, những nỗ lực này bị ngăn trở bởi sự thiếu giáo dục của lực lượng lao động ở Iran và khoảng cách quá lớn về cơ sở hạ tầng công nghiệp và kỹ thuật. Ông vẫn duy trì mối quan hệ thân cận với Hoa Kỳ và một số quốc gia phương Tây khác, và thường được các chính quyền tổng thống Hoa Kỳ ghi nhận vì các chính sách và sự đối nghịch đối với Chủ nghĩa cộng sản của ông. Những người đối lập với chính quyền của ông đến từ phe cánh tả, những người theo chủ nghĩa quốc gia và các nhóm tôn giáo, những người chỉ trích chính phủ vì họ cho rằng chính quyền Shah đã vi phạm hiến pháp Iran, tham nhũng chính trị, và sự đàn áp chính trị của SAVAK (cảnh sát mật). Đối với những nhóm chống đối, quan trọng bật nhất là hình ảnh tôn giáo của Ulema, hay giới tăng lữ, những người đã chứng tỏ được mình là một lực lượng chính trị có tiếng nói ở Iran trong Phong trào chống thuốc lá vào thế kỷ 19 chống lại sự nhượng bộ đối với lợi ích từ nước ngoài. Giới tăng lữ có tầm ảnh hưởng quan trọng đến đa số người Iran có thiên hướng tôn giáo, truyền thống và xa lánh bất kỳ tiến trình Tây phương hóa nào.
Ngay từ khi bắt đầu nắm quyền, vua Shah đã thực hiện một chương trình phát triển quốc gia mang tên Cách mạng trắng với sự giúp đỡ của Hoa Kỳ. Cuộc cách mạng trắng này bao gồm một loạt các chương trình như cải cách ruộng đất, phát triển hệ thống đường bộ, đường sắt và mạng lưới hàng không, cải thiện giáo dục và y tế, loại trừ các dịch bệnh như sốt rét, hạn chế quyền lực của giới giáo sĩ Hồi giáo và mở rộng quyền của người phụ nữ trong xã hội. Cuộc cách mạng này đã giúp shah có được sự ủng hộ rộng rãi trong nước (theo kết quả cuộc trưng cầu dân ý quốc gia vào đầu năm 1963, 5.598.711 người đã bỏ phiếu ủng hộ cải cách, và 4.115 đã bỏ phiếu chống lại cải cách ), nhưng ông cũng nhận được sự chỉ trích chính trị từ một số người tin rằng những cải cách này là không đủ hoặc không hoạt động đủ nhanh để hiện đại hóa Iran. Cùng với những lời chỉ trích chính trị, ông cũng bị chỉ trích bởi giới tăng lữ Hồi giáo cho rằng quá trình hiện đại hóa và phương Tây hóa ở Iran đang đi ngược lại với những giáo lý của đạo Hồi.

### Thập niên 1960: Sự nổi lên của Ayatollah Khomeini
Khomeini, người lãnh đạo tương lai của cuộc cách mạng Hồi giáo, đã được Hội Giáo viên trường đạo của Qom tôn lên làm marja vào năm 1953, sau cái chết của Đại Giáo chủ (Ayatollah) Seyyed Husayn Borujerdi. Ông cũng trở nên nổi tiếng về mặt chính trị vào năm đó khi đứng đầu những người chống lại Shah và chương trình cải cách của Shah được biết đến với tên Cách mạng trắng. Khomeini đã tấn công vào chương trình của Shah — chương trình này đã tước đoạt tài sản do một số giáo sĩ Shi'a sở hữu, cho phép phụ nữ có quyền bầu cử, cho phép bầu các tôn giáo thiểu số vào chính quyền, và thay đổi luật dân sự cho phép phụ nữ có quyền bình đẳng trong vấn đề hôn nhân — Khomeini tuyên bố rằng với những cải cách tiến bộ này, Shah đã "bắt đầu phá hoại Đạo hồi tại Iran".
Sau khi Komeini lăng mạ công khai Shah là "người đáng thương thảm hại" và bị bắt giữ vào ngày 5 tháng 6 năm 1963, đã có những vụ bạo loạn xảy ra liên tiếp trong ba ngày ở khắp Iran và cảnh sát đã mạnh tay trấn áp chúng. Chính quyền Pahlavi nói rằng có 86 người bị giết trong các cuộc bạo loạn; còn những người ủng hộ Khomeini cho rằng có ít nhất 15.000 người bị giết; trong khi một số khác nói rằng các báo cáo sau cuộc cách mạng trong hồ sơ của cảnh sát nói rằng có hơn 380 người bị giết. Khomeini bị quản thúc tại gia trong 8 tháng rồi được phóng thích. Ông tiếp tục khích động chống lại Shah về những vấn đề bao gồm sự hợp tác gần gũi của Shah với Israel và đặc biệt là những "thỏa ước" mở rộng những ưu đãi ngoại giao đối với các quan chức quân đội Hoa Kỳ của Shah. Vào tháng 11 năm 1964 Khomeini lại bị bắt giam và bị trục xuất, và phải lưu vong trong 14 năm cho đến cuộc cách mạng.
Một giai đoạn "yên bình nghẹt thở" diễn ra sau đó. Các lực lượng bất đồng bị lực lượng an ninh SAVAK đàn áp nhưng sự phục hồi của Đạo hồi vừa nhen nhóm bắt đầu phá hoại lý tưởng Tây phương hóa đang diễn ra, lý tưởng nền tảng cho đế chế già cổ của Shah. Ý tưởng của Jalal Al-e-Ahmad về Gharbzadegi (bệnh dịch của văn hóa phương Tây), sự diễn dịch Đạo Hồi theo xu hướng cánh tả của Ali Shariati, và sự nhắc đi nhắc lại niềm tin Shi'a dần trở nên phổ biến của Morteza Motahhari, tất cả những thứ đó lan truyền và thu hút người nghe, người đọc và những người ủng hộ. Quan trọng hơn cả, Khomeini đã phát triển và tuyên truyền lý tưởng của ông rằng Đạo Hồi cần phải có một chính quyền Hồi giáo của wilayat al-faqih, có nghĩa là các quy định sẽ do những nhà làm luật Hồi giáo đứng đầu ban hành. Trong loạt bài giảng vào đầu năm 1970, sau này được xuất bản thành sách (Hokumat-e Islami, Velayat-e faqih, hay Chính quyền Hồi giáo, Hộ pháp vụ của luật gia theo tiếng Việt), Khomeini đã tranh luận rằng Đạo Hồi chỉ phải tuân theo luật sharia, và luật này đến lượt nó đòi hỏi một hay nhiều nhà làm luật Hồi giáo đứng đầu không chỉ phải điều hành Đạo Hồi mà còn phải điều hành chính quyền.
Trong khi Khomeini không bàn về khái niệm này trong các cuộc phỏng vấn và thảo luận với những người ngoại đạo, cuốn sách này được phát hành rộng rãi trong khu vực tín ngưỡng, đặc biệt giữa những học trò (talabeh), học trò cũ (giáo sĩ) của Khomeini và các nhà lãnh đạo doanh nghiệp nhỏ. Nhóm này cũng bắt đầu phát triển những gì sau này trở thành mạng lưới chống đối mạnh mẽ và hiệu quả bên trong Iran, ghi lại những bài thuyết giáo trong thánh đường, mang lén những cuộn băng ghi âm lời giảng của Khomeini vào nước, và những phương cách khác. Bổ sung cho phe chống đối mang tính tín ngưỡng này là những sinh viên theo chủ nghĩa tân thời và những nhóm du kích ngưỡng mộ sự lãnh đạo của Khomeini mặc dù họ bất đồng và bị đàn áp bởi phong trào của ông sau cách mạng.

### Thập niên 1970: Các điều kiện tiền khởi nghĩa và sự kiện xảy ra tại Iran
Một số sự kiện trong thập niên 1970 tạo tiền đề cho cuộc cách mạng năm 1979:
Vào tháng 10 năm 1971, lễ kỷ niệm 2500 năm thành lập Đế quốc Ba Tư được tổ chức tại Persepolis. Chỉ có các quan chức người nước ngoài được mời tham dự buổi tiệc kéo dài ba ngày mà sự xa hoa của nó thể hiện ở việc nhập về hơn một tấn trứng cá muối caviar, và được khoảng hai trăm đầu bếp bay từ Paris sang để chế biến. Chi phí chính thức được công bố là 40 triệu USD nhưng ước chừng còn nhiều hơn trong khoảng 100-120 triệu USD. Trong khi đó, tỉnh Baluchistan và Sistan, và thậm chí cả Fars, nơi tổ chức buổi lễ, đang bị ảnh hưởng nặng nề bởi hạn hán. "Trong khi những người ngoại quốc đang chè chén với thứ thức thuốc bị cấm trong Đạo Hồi thì người Iran không chỉ không được tham sự lễ hội, mà một số còn bị chết đói".
Đến cuối năm 1974 sự bùng nổ giá dầu bắt đầu tạo ra, không phải là "Đại văn minh hóa" như lời hứa của Shah, mà là sự gia tăng "đáng báo động" tình trạng lạm phát và lãng phí và một "khoảng cách ngày càng xa" giữa người giàu và người nghèo, thành thị và nông thôn. Những người Iran theo chủ nghĩa quốc gia rất tức giận với hàng chục ngàn lao động nước ngoài có tay nghề được nhập khẩu vào Iran, nhiều người trong số họ giúp vận hành những thiết bị quân sự công nghệ cao đắt tiền của Mỹ, những thứ không được người dân ưa thích trong khi Shah lại bỏ ra hàng trăm triệu đô la vào việc đó.
Vào năm kế tiếp, đảng Rastakhiz được thành lập. Nó không chỉ là chính đảng duy nhất đối với người Iran, mà còn là chính đảng mà "toàn bộ người trưởng thành" buộc phải gia nhập và đóng góp vào đó. Những nỗ lực của đảng này trong việc giành một vị trí dân túy với các chiến dịch "chống đầu cơ trục lợi" bắt phạt và tống giam thương gia, không chỉ tạo ra nguy hại về mặt kinh tế mà còn có tác dụng ngược về mặt chính trị. Tình trạng lạm phát được thay bằng thị trường chợ đen và khước từ các hoạt động kinh doanh. Các thương gia tức giận và xa lánh.
Vào năm 1976, chính quyền của Shah khiến cho những tín đồ Đạo Hồi người Iran ngoan đạo tức giận bằng việc thay đổi năm đầu tiên trong bộ lịch của người Iran từ ngày hijri của Đạo Hồi sang ngày lên ngôi của Cyrus Đại đế. "Qua một đêm Iran nhảy liền một mạch từ năm đạo Hồi 1355 sang năm hoàng gia 2535". Cùng năm đó Đức Shah tuyên bố thắt lưng buộc bụng để giảm lạm phát và lãng phí. Tình trạng thất nghiệp sau đó ảnh hưởng nặng nề đến hàng ngàn người nghèo và dân nhập cư thiếu tay nghề tại các thành phố. Bảo thủ về văn hóa và tôn giáo và sẵn suy nghĩ xem chủ nghĩa thế tục và Tây phương hóa của Shah là "xa lạ và tội lỗi", rất nhiều người như những người này tiếp tục hình thành nên hạt nhân của các cuộc biểu tình và "kẻ tử vì đạo" của cuộc cách mạng.
Vào năm 1977 tổng thống mới của Mỹ, Jimmy Carter, tuyên thệ nhậm chức. Với hy vọng làm cho sức mạnh và chính sách ngoại giao của Mỹ sau chiến tranh Việt Nam trở nên rộng lượng hơn, ông đã tạo ra một Văn phòng Nhân quyền đặc biệt, văn phòng này đã gửi cho Shah một "nhắc nhở lịch sự" về sự quan trọng của các quyền và tự do chính trị. Shah trả lời bằng cách ân xá cho 357 tù nhân chính trị vào tháng 2, và cho phép Hội chữ thập đỏ thăm các nhà tù, bắt đầu những gì được gọi là 'xu hướng tự do hóa của Shah'. Vào cuối mùa xuân, hạ và thu, những người đối lập hình thành những tổ chức và đưa ra những lá thư công khai chỉ trích chế độ. Vào cuối năm đó một nhóm bất đồng (Hiệp hội những người cầm bút) đã tụ họp mà không có sự can thiệp và bắt giam của cảnh sát như lệ thường, khởi đầu một kỷ nguyên hoạt động chính trị mới của những người chống đối Shah.
Năm đó cũng chứng kiến cái chết của nhà lãnh đạo Hồi giáo theo xu hướng cách tân rất nổi tiếng và có tầm ảnh hưởng Ali Shariati, bị cho là có bàn tay của SAVAK nhúng vào, đã loại bỏ một địch thủ cách mạng tiềm tàng của Khomeini. Cuối cùng, vào tháng 10 con trai của Khomeini, Mostafa qua đời. Mặc dù nguyên nhân có vẻ là do bị nhồi máu cơ tim, các nhóm chống Shah đã đổ lỗi cho SAVAK đã đầu độc và tôn vinh ông làm 'kẻ tử vì đạo'. Lễ tưởng niệm Mostafa sau đó tại Tehran đã đặt Khomeini quay lại tâm điểm và bắt đầu tiến trình tạo dựng Khomeini trở thành thủ lĩnh đối lập với Shah.

### Các nhóm và tổ chức đối lập
Những nhóm đối lập trong thời của Shah thường nằm trong ba nhóm: những người theo chủ nghĩa lập hiến, những người theo chủ nghĩa Mác, và những tín đồ Đạo Hồi.
Những người theo chủ nghĩa lập hiến, bao gồm Mặt trận Quốc gia Iran, muốn hồi sinh chế độ quân chủ lập hiến với tuyển cử tự do. Không có tuyển cử hoặc những phương tiện cho các hoạt động chính trị hòa bình, thì họ mất đi quyền xác đáng và có ít người theo.
Những nhóm Mác-xít là bất hợp pháp và bị đàn áp mạnh mẽ bởi bộ máy nội vụ SAVAK. Họ gồm có Đảng Tudeh Iran; Tổ chức Du kích Fedai Nhân dân Iran (OIPFG) và nhóm Du kích Fedai Nhân dân Iran ly khai (IPFG), hai tổ chức vũ trang; và một số nhóm nhỏ. Mục tiêu của họ là đánh bại vương triều Pahlavi bằng cách ám sát và chiến tranh du kích. Mặc dù họ đóng vai trò quan trọng trong cuộc cách mạng, họ chưa bao giờ tạo được sự ủng hộ trong xã hội.
Những người theo đạo Hồi chia thành các nhóm khác nhau. Phong trào tự do Iran được hình thành vởi những thành viên ngoan đạo của Mặt trận Quốc gia Iran. Nó cũng là một nhóm hợp hiến và muốn sử dụng các phương cách chính trị theo đúng luật để chống lại Shah. Phong trào này bao gồm Bazargan và Taleqani. Mujahedin của Nhân dân Iran là một tổ chức vũ trang gần như theo chủ nghĩa Mác chống lại sự ảnh hưởng của giới tăng lữ và sau đó chống lại cả chính quyền Hồi giáo. Những nhà báo và phát ngôn viên cá nhân như Ali Shariati và Morteza Motahhari đã có những hoạt động quan trọng ngoài các nhóm và đảng phái này.
Trong những người thân cận đi theo Ayatollah Khomeini, có một số nhóm Hồi giáo vũ trang thiểu số cũng gia nhập sau cuộc cách mạng trong Tổ chức Mojahedin Cách mạng Hồi giáo. Liên minh Cộng đồng Hồi giáo được thành lập bởi các bazaari (các thương gia truyền thống) ngoan đạo. Hiệp hội Tăng lữ Chiến đấu bao gồm Motahhari, Beheshti, Bahonar, Rafsanjani và Mofatteh những người sau này trở thành các viên chức lớn trong chính phủ Cộng hòa Hồi giáo. Họ sử dụng cách tiếp cận văn hóa để chống lại Shah.
Do sự đàn áp trong nước, các nhóm chống đối nước ngoài, như Liên minh sinh viên Iran, nhánh nước ngoài của Phong trào Tự do Iran và Hiệp hội Hồi giáo sinh viên, rất quan trọng đối với cuộc cách mạng.

## 1978: Cách mạng bùng nổ
Sự đối lập xuất hiện rõ nhất từ sớm là của những nhóm tự do tồn tại trong tầng lớp trung lưu thành thị, một nhóm dân khá cổ điển và muốn Shah tôn trọng Hiến pháp Iran 1906, chứ không phải một nền cộng hòa do các tăng lữ Hồi giáo điều khiển. Đáng chú ý trong nhóm này là Mehdi Bazargan và nhóm Hồi giáo ôn hòa Phong trào Tự do Iran của ông, và cả nhóm phi tôn giáo Mặt trận Quốc gia.
Giới tăng lữ bị chia rẽ, một số đồng minh với những người phi tôn giáo tự do, một số khác đi theo Chủ nghĩa Mác và Chủ nghĩa cộng sản. Khomeini, người sống lưu vong tại Iraq, đã hoạt động để thống nhất các nhóm đối lập tôn giáo và phi tôn giáo, tự do và cấp tiến dưới sự lãnh đạo của ông bằng cách tránh các vấn đề chi tiết - ít nhất là công khai - có thể tạo ra chia rẽ.
Các nhóm chống Shah khác nhau hoạt động bên ngoài Iran, chủ yếu tại Luân Đôn, Paris, Iraq, và Thổ Nhĩ Kỳ. Những bài phát biểu của những người lãnh đạo các nhóm này được thu vào băng cát-xét để chuyển lậu vào Iran.

### Cuộc biểu tình lớn đầu tiên
Cuộc tuần hành lớn đầu tiên chống lại Shah được dẫn đầu bởi các nhóm Hồi giáo diễn ra vào tháng 1 năm 1978. Các sinh viên và các lãnh đạo tôn giáo đang tức giận ở thành phố Qom đã tuần hành để phản đối những câu chuyện bôi nhọ Khomeini được in trên báo chí nhà nước. Quân đội đã được gửi đến giải tán các cuộc tuần hành và sát hại một số sinh viên (theo chính phủ con số này là 2 và theo các nhóm đối lập là 70).
Theo phong tục của người Shi'ite, các hoạt động tưởng niệm được tổ chức bốn mươi ngày sau khi mất. Trong các đền thờ dọc đất nước, đã có những lời kêu gọi vinh danh những sinh viên đã chết. Vì thế, vào ngày 18 tháng 2 một số nhóm đã tuần hành ở các thành phố để tưởng niệm những người đã ngã xuống và phản đối chế độ của Shah. Lần này, bạo lực nổ ra ở Tabriz, và hơn một trăm người biểu tình đã thiệt mạng. Chu kì lại lập lại, vào ngày 29 tháng 3, một lượt tuần hành khác lại diễn ra trên toàn quốc. Những khách sạn sang trọng, rạp chiếu phim, nhà băng, cơ quan chính phủ và các biểu tượng khác của chế độ Shah bị phá hủy; một lần nữa các lực lượng an ninh đã can thiệp và giết rất nhiều người. Vào ngày 10 tháng 5, mọi việc lại tái diễn.

### Ayatollah Shariatmadari tham gia vào nhóm chống đối
Vào tháng 5, lính đặc nhiệm của chính phủ xông vào nhà của Ayatollah Kazem Shariatmadari, một nhân vật chính trị và lãnh đạo tăng lữ ôn hòa, bắt chết một trong những môn đệ ngay trước mặt ông. Shariatmadari từ bỏ lập trường im lặng và gia nhập nhóm chống đối.
Đức Shah cố gắng làm dịu những người chống đối bằng cách làm giảm lạm phát, kêu gọi sự rộng lượng của giới tăng lữ ôn hòa, sa thải người đứng đầu SAVAK và hứa hẹn một cuộc bầu cử tự do vào tháng 6 tới. Nhưng sự cắt giảm chi tiêu để chống lạm phát đã gây nên tình trạng lãng công — đặc biệt là giới lao động trẻ, không có tay nghề sống tại các khu ổ chuột tại các thành phố. Đến mùa hè năm 1978, những lao động này, thường xuất thân từ giới nông dân truyền thống, đã tham gia vào các nhóm phản đối trên đường phố với số lượng rất lớn. Các lao động khác thì tiếp tục đình công và đến tháng 11 thì nền kinh tế bị tê liệt bởi hàng loạt vụ đóng cửa.

### Shah tiếp cận Hoa Kỳ

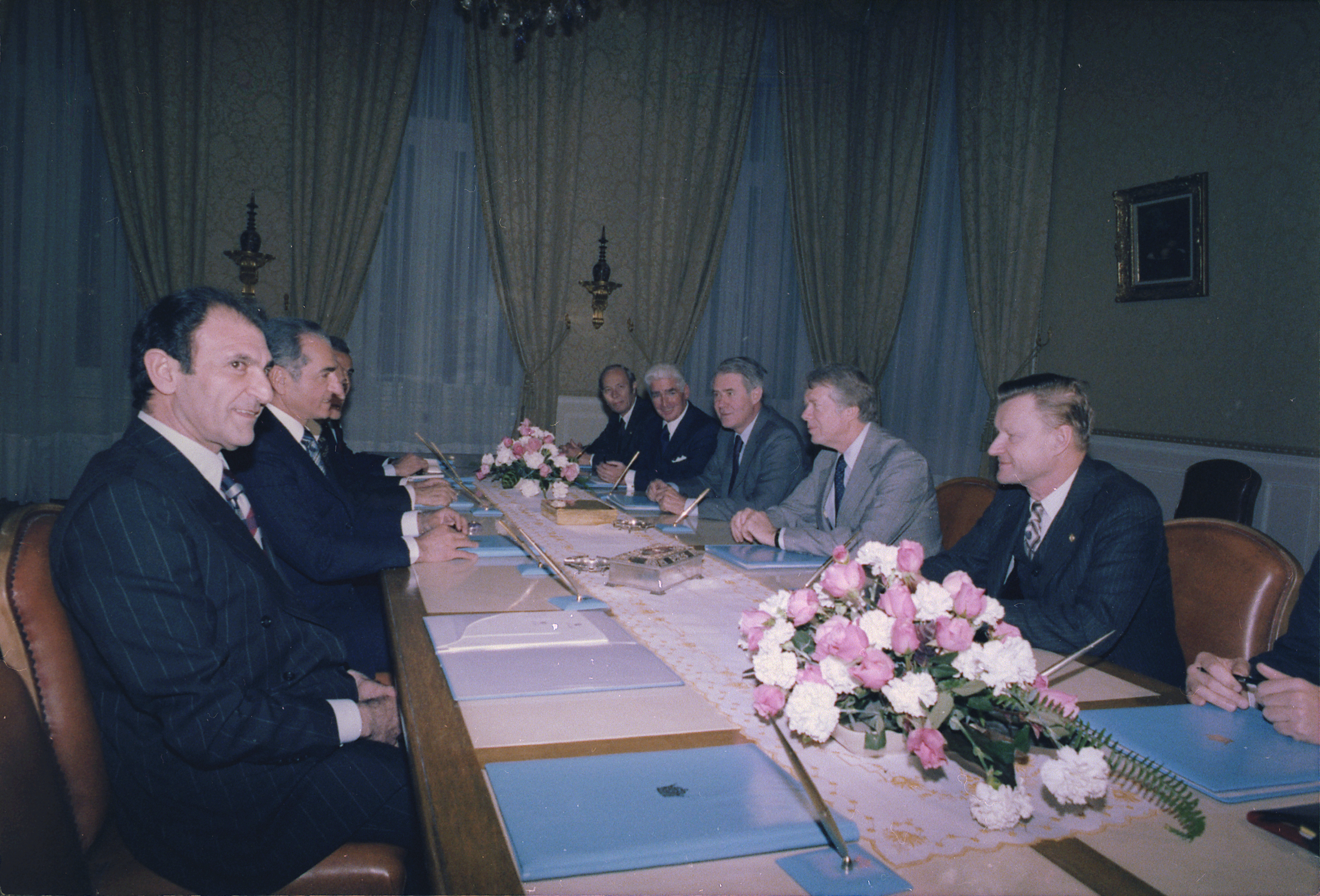
Đức Shah đang gặp mặt Alfred Atherton, William Sullivan, Cyrus Vance, Tổng thống Carter, và Zbigniew Brzezinski, 1977.

Đối mặt với cuộc cách mạng, Shah đã cầu viện sự giúp đỡ của Hoa Kỳ. Vì lý do lịch sử và vị trí chiến lược của mình, Iran rất quan trọng đối với Hoa Kỳ. Iran là một quốc gia thân Hoa Kỳ có đường biên giới dài với đối thủ chiến tranh lạnh của Hoa Kỳ là Liên Xô, và là quốc gia lớn nhất, mạnh nhất trong Vịnh Péc-xích giàu dầu lửa. Nhưng vương triều Pahlavi đồng thời cũng khiến phương Tây không hài lòng do những thành tích về nhân quyền của họ.
Chính quyền Carter theo đuổi "chính sách không rõ ràng" đối với Iran. Đại sứ Hoa Kỳ tại Iran, William H. Sullivan, nhắc lại rằng Cố vấn An ninh Quốc gia Hoa Kỳ Zbigniew Brzezinski "liên tục đảm bảo với Pahlavi rằng Hoa Kỳ hoàn toàn ủng hộ ông". Tổng thống Carter lại không đi theo những sự đảm bảo đó một cách gây tranh cãi. Vào ngày 4 tháng 11 năm 1978, Brzezinski đã gọi cho Shah để nói rằng Hoa Kỳ sẽ "ủng hộ ông hoàn toàn". Cùng thời điểm đó, một số quan chức cấp cao tại Bộ Ngoại giao Hoa Kỳ tin rằng cuộc cách mạng là không thể ngăn cản. Sau khi thăm Shah vào mùa hè năm 1978, Bộ trưởng Bộ Tài chính Hoa Kỳ Blumenthal than phiền về sự suy sụp cảm xúc của Shah, nói lại rằng, "Ông như một thây ma". Brzezinski và Bộ trưởng Bộ Năng lượng Hoa Kỳ James Schlesinger (Bộ trưởng Quốc phòng dưới thời tổng thống Ford) tuyên bố cứng rắn về sự đảm bảo hỗ trợ quân sự cho Shah. Brzezinski vẫn ủng hộ sự can thiệp quân sự của Hoa Kỳ để bình ổn Iran thậm chí khi vị trí của Shah được tin là không thể giữ được nữa. Tổng thống Carter không thể quyết định phương cách để bình ổn tình thế; ông chắc chắn chống lại một cuộc đảo chính nữa. Ban đầu, dường như sẽ có sự ủng hộ một cuộc chuyển giao quyền lực hòa bình, tuy nhiên lựa chọn này tan biến khi Khomeini và những người đi theo ông quét qua cả đất nước, giành được quyền lực vào ngày 12 tháng 2 năm 1979.

### Các lý thuyết nghi ngờ
Một số người Iran tin rằng việc thiếu sự can thiệp và đôi khi có vẻ đồng cảm với cuộc cách mạng của những quan chức cấp cao Hoa Kỳ cho thấy Hoa Kỳ "phải chịu trách nhiệm với thắng lợi của Khomeini". Một ý kiến cực đoan hơn cho rằng sự lật độ Shah là kết quả của "âm mưu nham hiểm để lật độ vương triều theo chủ nghĩa quốc gia, tiến bộ, và tư tưởng độc lập".
Một số nguồn tin về sau cho rằng Hoa Kỳ thực sự đã bật đèn xanh để Khomeini lật đổ chính quyền của Shah. Đã có bằng chứng được đưa ra cho thấy chính phủ Hoa Kỳ đã tài trợ cho Khomeini bằng cách chuyển 150 triệu USD vào tài khoản ngân hàng khi ông ta tị nạn ở Pháp. Một biên bản ghi nhớ của CIA với Khomeini và Shah đã nói rằng: tuy Khomeini quyết tâm lật đổ Shah và không chấp nhận thỏa hiệp, và ông trong quá khứ đã từng hợp tác với các nhóm khủng bố Hồi giáo, nhưng Khomeini cũng chống chủ nghĩa Cộng sản triệt để như Shah, do đó Mỹ sẵn sàng tài trợ cho Khomeini để đảm bảo dù Shah có bị lật đổ hay không thì Iran cũng sẽ có một chính phủ chống Cộng

### Tấn công đốt phá Abadan

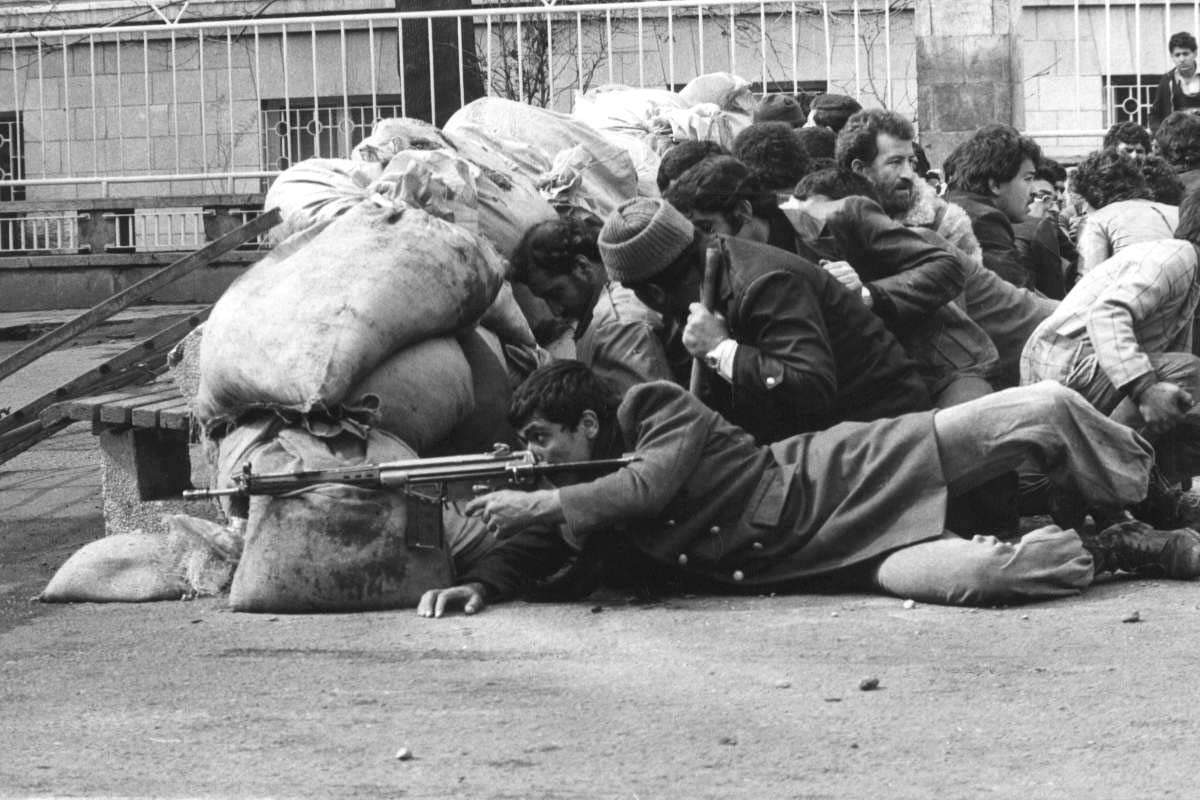
Chiến đấu trên đường phố Tehran

Do tình trạng bạo lực tiếp diễn, hơn 400 người đã chết trong vụ tấn công Hỏa hoạn tại Rạp chiếu phim Rex vào tháng 8 tại Abadan. Mặc dù rạp chiếu phim là mục tiêu thường xuyên của những người biểu tình Hồi giáo như vậy là sự ngờ vực của chế độ và sự hiệu quả của kỹ năng liên lạc của đối thủ của nó đến nỗi công chúng tin rằng SAVAK đã đốt rạp trong nỗ lực điều chỉnh đối phương. Ngày kế tiếp 10.000 gia quyến và những người ủng hộ tụ tập trong đám tang tập thể và cùng hô vang, ‘đốt cháy Shah’, và ‘Shah là kẻ có tội’.

### Thứ sáu đen tối[84]
Đến tháng 9, quốc gia này nhanh chóng bị mất cân bằng, những cuộc biểu tình lớn diễn ra thường xuyên. Shah đã công bố thiết quân luật, và cấm tất cả mọi sự biểu tình. Một cuộc phản đối rất lớn nổ ra tại Tehran, được biết đến với tên gọi Ngày thứ sáu đen tối.
Giới lãnh đạo tăng lữ truyền đi tin đồn rằng "hàng ngàn người đã bị quân đội người Zion thảm sát". Quân đội thực ra là người Kurd đã bị bắn, và con số bị giết không phải là 15.000 mà là gần 700, nhưng trong thời gian đó việc xuất hiện sự tàn ác của chính phủ đã làm rất nhiều người Iran còn lại và các đồng minh của Shah ở nước ngoài căm giận. Một cuộc tổng bãi công vào tháng 10 dẫn đến tê liệt nền kinh tế, ngành công nghiệp quan trọng phải đóng cửa, "khóa chặt số phận của Shah".

### Ayatollah Khomeini ở Paris

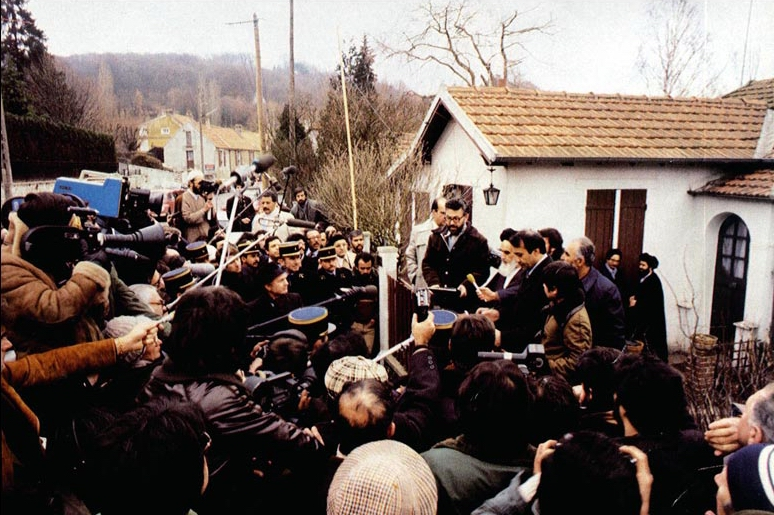
Ayatollah Khomeini tại Neauphle-leChateau, vây quanh là phóng viên.

Shah quyết định yêu cầu trục xuất Ayatollah Khomeini khỏi Iraq vào ngày 24 tháng 9 năm 1978, chính quyền Iraq phong tỏa ngôi nhà của Khomeini ở Najaf. Ông được thông báo rằng việc cư trú lâu dài tại Iraq tùy thuộc vào sự từ bỏ các hoạt động chính trị của ông, một điều kiện mà ông đã từ chối. Vào ngày 3 tháng 10, ông rời Iraq đến Kuwait, nhưng bị từ chối nhập cảnh tại biên giới. Cuối cùng ngày 6 tháng 10 Ayatollah Khomeini đến được Paris. Vào ngày 10 tháng 10 ông chuyển vào sống ở ngoại ô Neauphle-le-Château trong một căn nhà do những người Iran lưu vong tại Pháp thuê cho ông. Từ lúc đó các phóng viên trên khắp thế giới đổ về Pháp, và hình ảnh và phát biểu của Ayatollah Khomeini nhanh chóng trở thành tin nóng hàng ngày của các hãng thông tấn thế giới.

### Các cuộc biểu tình Muharram
Vào 2 tháng 12, trong tháng Hồi giáo Muharram, hơn hai triệu người đã tràn xuống các con phố của Quảng trường Azadi (sau này là Quảng trường Shahyad) tại Tehran để đòi Shah ra đi và đề nghị Khomeini quay về.

### Thương vong
Ayatollah Khomeini tuyên bố rằng "60.000 đàn ông, đàn bà và trẻ em đã tử vì đạo dưới chế độ của Shah" và con số này xuất hiện trong Hiến pháp Cộng hòa Hồi giáo Iran. Một thành viên của quốc hội Iran đã đưa ra con số "70.000 chiến sĩ tử đạo và 100.000 bị thương khi tiêu diệt chế độ độc tài thối nát". Gần đây, một cựu nghiên cứu viên tại Martyrs Foundation (Bonyad Shahid), Emad al-Din Baghi, ước lượng rằng thương vong của làn sóng chống Shah giữa những năm 1963 và 1979 chỉ vào khoảng 3.164, với 2.781 người bị giết trong những cuộc đụng độ từ 1978 tới 1979 giữa những người biểu tình và lực lượng quân sự và an ninh của Shah.

## Thắng lợi của cuộc cách mạng và sự sụp đổ của chế độ quân chủ

### Sự ra đi của Shah

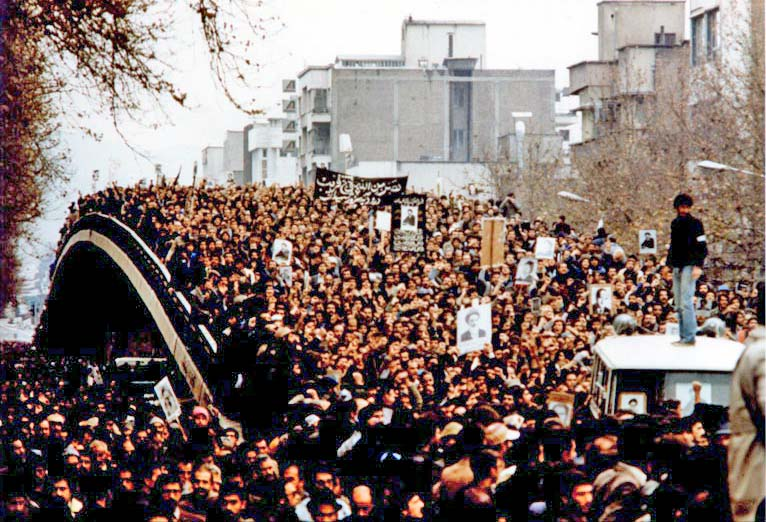
Tuần hành quy mô lớn tại Tehran.

Vào ngày 16 tháng 1 năm 1979 Shah và hoàng tộc rời Iran theo lời đề nghị của thủ tướng, Tiến sĩ Shapour Bakhtiar, (Một người lãnh đạo đối lập từ lâu) với cảnh tượng vui sướng nổ ra và sự phá hủy "trong vòng vài giờ của gần như tất cả những dấu hiệu của triều đại Pahlaiv." Bakhtiar giải tán SAVAK, giải phóng tù nhân chính trị, ra lệnh cho quân đội cho phép các cuộc tuần hành quy mô lớn, hứa bầu cử tự do và mời những người ủng hộ Khomeini và những người các mạng khác tham ra chính phủ của "quốc gia thống nhất". Sau một vài ngày trì hoãn, ông cho phép Ayatollah Khomeini trở lại Iran, đề nghị ông ta rời bỏ quốc gia theo kiểu Vatican tại Qom và kêu gọi phe đối lập giúp bảo vệ hiến pháp.

### Sự trở lại của Khomeini và sự sụp đổ của thể chế quân chủ

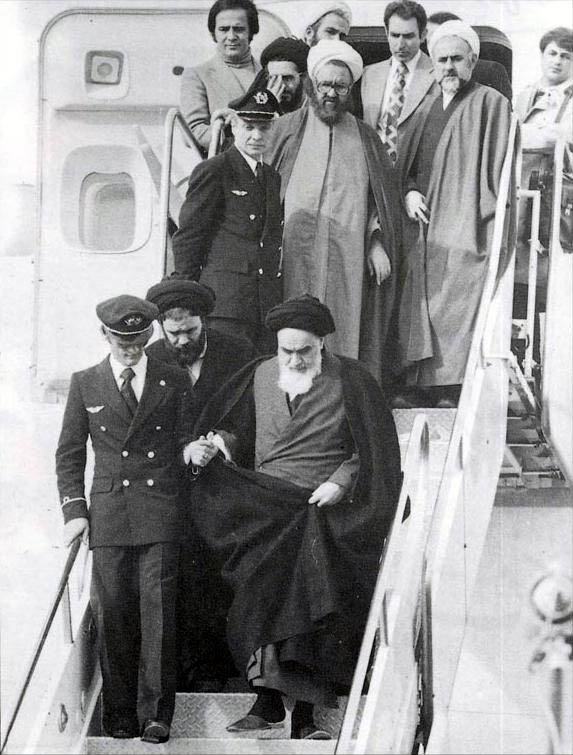
Ayatollah Khomeini trở về ngày mùng 1 tháng 2.

Vào 1 tháng 2 năm 1979, Ayatollah Khomeini trở lại Tehran với sự chào mừng nồng nhiệt của hàng triệu người Iran. Khomeini bay về Iran trên chiếc máy bay Boeing 747 thuê của hãng hàng không Air France. Không chỉ đơn giản là người lãnh đạo không thể phủ nhận của cuộc cách mạng, ông giờ đây đã trở thành một nhân vật "bán thần", được chào đón khi ông ta xuống máy bay với những tiếng hét ‘Khomeini, O Imam, chúng tôi kính chào ông, phước lành cho ông.’ Đám đông lúc đó bắt đầu ngân nga "Đạo Hồi, Đạo Hồi, Khomeini, chúng tôi sẽ đi theo người," và thậm chí "Khomeini làm vua."
Trong ngày ông ta trở về, Khomeini đã thể hiện sự chống đối mạnh mẽ với chính quyền của Bakhtar trong một bài phát biểu mà trong đó ông hứa:"I shall kick their teeth in.’ Ông bổ nhiệm Mehdi Bazargan làm thủ tướng lâm thời của mình vào mùng 4 tháng 2, "với sự ủng hộ của quốc gia" và đòi hỏi `vì tôi bổ nhiệm ông ta, ông ta phải tuân lệnh’. Ông ta cảnh cáo rằng đó là "chính phủ của Chúa" và sự bất tuân là một sự "phản chúa". Sau khi phong trào của Khomeini có được động lực, quân đội bắt đầu ngả về phe ông. Vào ngày 9 tháng 2, khoảng 10 giờ đêm, một cuộc chạm trán nổ ra giữa lực lượng Cảnh vệ bất tử và những người Homafaran nổi dậy ủng hộ Khomeini của Không lực Iran. Khomeini tuyên là những chiến sĩ tử vì đạo trung thành đã không đầu hàng. Những người cách mạng và binh lính nổi dậy đã có sự chủ động và bắt đầu chiếm các đồn cảnh sát và doanh trại quân đội, chia vũ khí cho quần chúng. Sự sụp đổ của chính phủ lâm thời không theo Đạo hồi diễn ra vào lúc 2 giờ chiều ngày 11 tháng 2 khi mà Tòa án Quân sự Tối cao tuyên bố "trung lập trong các tranh chấp chính trị hiện tại..nhằm gia tăng bất ổn và đổ máu." Các đài phát thanh và truyền hình, cung điện của triều đại Pahlavi và các tòa nhà của chính phủ sau đó đều bị chiếm giữ bởi lực lượng cách mạng.
Giai đoạn này, từ mùng 1 đến 11 tháng 2, được biết đến như là "Tuyên bố của Fajr," và được kỉ niệm hàng năm ở Iran. Ngày 11 tháng 2 là "Ngày thắng lợi của Cách mạng Hồi giáo", một quốc lễ với các cuộc tuần hành được nhà nước ủng hộ diễn ra tại tất cả các thị trấn và thành phố.

## Khomeini củng cố quyền lực
Thủ tướng được Khomeini chỉ định, Mehdi Bazargan, ủng hộ việc thành lập một chính phủ lập pháp cải cách và dân chủ. Hoạt động độc lập là Hội đồng Cách mạng thiết lập bởi Khomeini và những giáo sĩ ủng hộ ông, Cảnh vệ cách mạng, các tòa án cách mạng, và các thành phần cách mạng cấp địa phương trở thành các hội đồng địa phương (komitehs). Trong khi phe ôn hòa của Bazargan và Chính phủ Cách mạng Lâm thời (tạm thời) trấn an tầng lớp trung lưu đã Tây hóa của Iran, nó rõ ràng chẳng có một chút quyền lực nào với các cơ quan cách mạng của nhưng người ủng hộ Khomeini, đặc biệt là Hội đồng Cách mạng và sau đó và Đảng Cách mạng Hồi giáo. Không thể tránh khỏi, sự chồng chéo quyền lực của Hội đồng Cách mạng (cơ quan có quyền thông qua luật) và Chính phủ Cách mạng trở thành nguồn cơn cho những xung đột, dù thực tế là cả hai được ủng hộ và/hoặc dựng nên bởi Khomeini.
Vào tháng 6, Phong trào Độc lập công bố bản thảo hiến pháp; văn bản này nhắc tới Iran như là một nước cộng hòa Hồi giáo và bao gồm một Hội đồng An ninh để phủ quyết các hoạt động lập pháp phi hồi giáo, không có một thẩm phán cầm quyền. Bản hiện pháp sau đó được gửi tới Hội đồng Chuyên gia Hiến pháp mới được thành lập, nơi mà các đồng minh của Khomeini thống trị. Dù rằng ban đầu Khomeini tuyên bố rằng bản thảo hiến pháp là "đúng", Khomeini (và hội đồng) thải hồi bản hiện pháp, và tuyên bố rằng chính phủ mới nên dựa "100% vào Đạo Hồi." 
Một bản hiến pháp mới được tạo ra bởi Hội đồng Chuyên gia Hiến pháp tạo ra vị trí lãnh đạo tối cao đầy quyền lực cho Khomeini,  Lưu trữ ngày 23 tháng 11 năm 2010 tại Wayback Machine người lúc đó đang đứng đầu lực lượng quân sự và an ninh, cũng như chỉ định một số các quan chức chính phủ và tư pháp. Một tổng thống kém quyền lực hơn theo đó sẽ được bầu cử mỗi bốn năm. Một cơ quan trên lý thuyết khác, Hội đồng An ninh, được trao quyền phủ quyết các ứng cử viên tổng thống, nghị viện, và các cơ quan khác có tham gia việc bầu Lãnh đạo Tối cao cũng như các luật lệ thông qua bởi cơ quan lập pháp. 

### Các cơ quan của cuộc cách mạng

#### Hội đồng Cách mạng
Hội đồng Cách mạng Hồi giáo Iran được lập nên bởi Khomeini để điều hành cuộc cách mạng một thời gian ngắn trước khi ông trở về Iran. Sự tồn tại của nó đã được giữ bí mật trước đó, thời điểm thiếu an toàn của cuộc cách mạng. Nó đã được miêu tả là "một chính phủ song song" đã phê chuẩn thuật và cạnh tranh với Chính phủ Cách mạng Lâm thời cơ quan cũng được thiết lập bởi Khomeini. Hội đồng hoạt động như một chính phủ mà không cần bàn cãi của Iran từ lúc Bazargan từ chức tới lúc hình thành quốc hội đầu tiên. (6 tháng 11 năm 1979 - 12 tháng 8 năm 1980).

#### Chính phủ Cách mạng Lâm thời

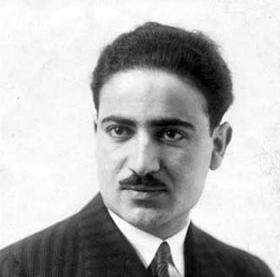
Thủ tướng Iran Mehdi Bazargan là một người ủng hộ dân chủ và dân quyền. Ông cũng chống lại Cách mạng Văn hóa và cuộc chiếm đóng Đại sứ quán Mỹ.

Chính phủ Cách mạng Lâm thời được thành lập sau sự phế bỏ chế độ quân chủ theo lệnh của Ayatollah Khomeini vào ngày 4 tháng 2 năm 1979, trong khi một chính phủ lâm thời khác của Shapour Bakhtiar (Thủ tướng cuối cùng của Shah) vẫn đang nắm quyền. 
Ayatollah Khomeini chỉ đạo người Iran tuân theo Bazargan như là một nghĩa vụ tôn giáo.
Như một người đàn ông mà, dù có được sự chở che [Velayat] từ người soạn luật thần thánh [nhà Tiên tri], Tôi theo quyền hạn của mình tuyên bố Bazargan là người lãnh đạo, và vì tôi đã chỉ định ông ta, ông ta phải tuân lời. Quốc gia phải phục tùng ông ấy. Đây không phải là một chính phủ thông thường. Đây là một chính phủ dựa trên sharia. Chống lại chính phủ này nghĩa là chống lại sharia của Đạo Hồi... Nổi dậy chống lại chính phủ của Thượng đế tức là nổi dậy chống lại Thượng đế. Chống lại Thượng đế tức là phỉ báng.

Chỉnh phủ của ông chỉ tồn tại trong một vài tháng và tất cả các bộ trưởng đều từ chức sau khi các viên chức của Đại sứ quán Hoa Kỳ bị bắt làm con tin vào ngày 4 tháng 11 năm 1979. Bazargan đã là một người ủng hộ bản dự thảo hiến pháp cách mạng ban đầu hơn là người ủng hộ chính phủ thần giáo cai trị bởi các bồi thẩm Hồi giáo, và sự từ chức của ông đã được Khomeini chấp nhận một cách dễ dàng. Khomeini nói "Ngài Bazargan... đã hơi mệt mỏi và muốn ở ngoài [chính trường] một thời gian." Khomeini sau đó đã miêu tả việc bổ nhiệm Bazargan là một "sai lầm". Chính phủ Cách mạng Lâm thời thường được miêu tả là cứng đầu với Hội đồng Cách mạng, và luôn trong xung đột với các cách mạng (komiteh).

#### Các Ủy ban Cách mạng
Komiteh hay các ủy ban "nảy nở ở khắp mọi nơi" như các tổ chức tự trị vào cuối năm 1978. Tổ chức tại các nhà thờ, trường học và công sở, các tổ chức này phát động mọi người, tổ chức các cuộc đình công và diễu hành, và sau đó là phát các hàng hóa khan hiếm. Sau ngày 12 tháng 2, hơn 300.000 khẩu súng trường và súng bán tự động được lấy từ các kho vũ khí của quân đội  và được các ủy ban này dùng để chiếm giữ tài sản và bắt giữ những người mà họ cho là phản cách mạng. Sau cách mạng, các ủy ban này "lớn hơn nhiều về số lượng, và kém qui củ hơn", và "có quyền lực lớn hơn rất nhiều." Tại riêng Tehran đã có hơn 1500 ủy ban. Không thể tránh khỏi là đã có xung đột giữa những ủy ban này và các cơ quan quyền lực khác, đặc biệt là Chỉnh phủ Lâm thời.
Để thiết lập trật tự, Khomeini bổ nhiệm Ayatollah Mahdavi Kani chịu trách nhiệm về các ủy ban. Komiteh cũng hoạt động như "tai mắt" của chế độ mới, và được những người chỉ trích nhắc đến với "các cuộc bắt giữ, hành quyết và tịch thu tài sản bừa bãi". Vào mùa hè năm 1979, các ủy ban được lệnh xóa bỏ ảnh hưởng của các phong trào du kích cánh tả đã len lỏi vào trong tổ chức.

## Những diễn biến sau Cách mạng
Vào ngày 22 tháng 10 năm 1979, chính phủ Mỹ đã cho phép Shah, người đang sống lưu vong, được nhập cảnh vào Hoa Kỳ để điều trị ung thư. Ở Iran, đã có một sự phản đối, khi cả Khomeini và các nhóm cánh tả đều yêu cầu Mỹ giao Shah trở lại Iran để tiến hành xét xử và xử tử.
Vào ngày 4 tháng 11, một nhóm sinh viên đại học Iran tự xưng là Sinh viên Hồi giáo Dòng Imam, đã xông vào Đại sứ quán Mỹ ở Tehran, bắt giữ 52 nhân viên đại sứ quán làm con tin trong 444 ngày - một sự kiện được gọi là cuộc khủng hoảng con tin Iran. Tại Hoa Kỳ, việc bắt giữ con tin được coi là một sự vi phạm trắng trợn luật pháp quốc tế và làm dấy lên sự tức giận dữ dội cũng như thái độ chống Iran .
Vào tháng 9 năm 1980, Iraq đã phát động một cuộc xâm lược toàn diện vào Iran, bắt đầu cuộc Chiến tranh Iran-Iraq (tháng 9 năm 1980 - tháng 8 năm 1988).

### Tình hình kinh tế-xã hội sau cuộc Cách mạng
Khomeini đã nhận được sự ủng hộ rộng rãi của nhiều phụ nữ Hồi giáo trong vụ lật đổ Shah và trước khi Cách mạng thắng lợi, ông ta đã ủng hộ việc đưa phụ nữ tham gia vào mọi lĩnh vực của cuộc sống và thậm chí nói về khả năng có một nữ nguyên thủ quốc gia tại Iran . Tuy nhiên, khi trở lại Iran, lập trường của ông về quyền phụ nữ đã có những thay đổi mạnh mẽ. Khomeini đã phản đối việc trao quyền bầu cử cho phụ nữ và chỉ trích một đạo luật cho phép phụ nữ Hồi giáo ly hôn theo ý muốn cũng như tái hôn, ông ta coi những điều này là trái với kinh sách Hồi giáo và do đó, tương đương với ngoại tình .
Chỉ ba tuần sau khi nắm quyền, với lý do là đảo ngược quá trình Tây phương hóa và được hỗ trợ bởi một bộ phận bảo thủ trong xã hội, Khomeini đã hủy bỏ luật ly hôn . Khomeini hạ độ tuổi kết hôn tối thiểu của phụ nữ xuống chỉ còn 13 và thậm chí cho phép các bé gái trên 7 tuổi được phép kết hôn nếu được một bác sĩ ký giấy chứng nhận rằng họ có khả năng tình dục . Khomeini cũng chấp thuận việc người lớn thỏa mãn ham muốn tình dục của họ với trẻ em dưới hình thức tình dục không xâm nhập, mặc dù ở hầu hết các quốc gia khác những hành vi như vậy sẽ cấu thành tội ấu dâm . Luật pháp mới được thông qua đã hợp pháp hóa chế độ đa thê, bên cạnh đó cấm phụ nữ ly hôn với đàn ông và xếp ngoại tình vào nhóm tội phạm nghiêm trọng bậc nhất.. Phụ nữ bị buộc phải đeo mạng che mặt, và những hình ảnh về một phụ nữ phương Tây được tô vẽ như một biểu tượng của sự không ngoan đạo .
Thậm chí tình trạng phân biệt giới tính còn xảy ra trên các phương tiện giao thông công cộng khi mà phụ nữ luôn có ít chỗ ngồi hơn. Trong triều đại của Shah, đã có sự gia tăng của số lượng phụ nữ tham gia lực lượng lao động, nhưng theo các đạo luật tôn giáo mới, đã có sự suy giảm mạnh về số phụ nữ trong lực lượng lao động của Iran. Một số phụ nữ nắm giữ các chức vụ cao cấp trong chính quyền cũng đã buộc phải từ chức vì những luật mới này. Tất cả mọi nỗ lực của shah nhằm cải cách đất nước, Tây phương hóa và giải phóng phụ nữ, đều đã bị xóa bỏ bởi nước Cộng hòa Hồi giáo .
Ngay sau khi trở thành lãnh đạo tối cao vào tháng 2 năm 1979, Khomeini đã tuyên bố áp dụng hình phạt tử hình đối với người đồng tính. Trong khoảng thời gian từ tháng 2 đến tháng 3, mười sáu người Iran đã bị xử tử do các tội liên quan đến tình dục . Khomeini cũng tạo ra một "Toà án Cách mạng". Là một phần của chiến dịch "làm sạch" xã hội, các tòa án này đã xử tử hơn 100 người nghiện ma túy, gái mại dâm, đồng tính luyến ái, những người hiếp dâm và ngoại tình . Năm 1979, Khomeini đã tuyên bố rằng việc xử tử những người đồng tính luyến ái (cũng như gái mại dâm và ngoại tình) là hợp lý trong một nền văn minh đạo đức theo nghĩa tương tự như hành động cắt một miếng da đã bị mục nát .
Chính phủ mới bắt đầu thanh trừng phe đối lập chính trị phi Hồi giáo, cũng như của những người Hồi giáo được coi là không đủ triệt để. Mặc dù cả những người theo chủ nghĩa dân tộc và những người theo chủ nghĩa Marx ban đầu đã tham gia với những người Hồi giáo để lật đổ Shah, nhưng hàng chục ngàn người trong số họ đã bị chế độ mới xử tử sau đó . Nhiều cựu bộ trưởng và quan chức trong chính phủ của Shah, bao gồm cựu thủ tướng Amir-Abbas Hoveyda, đã bị xử bắn dã man . Vào năm 1983, Cơ quan Tình báo Trung ương (CIA) đã cung cấp danh sách các điệp viên và cộng tác viên KGB của Liên Xô đang hoạt động tại Iran cho Khomeini, sau đó Khomeini đã ra quyết định xử tử tới 200 người Cộng sản và đặt Đảng Cộng sản Tudeh của Iran ra ngoài vòng pháp luật.
Khomeini thể hiện rất ít sự quan tâm đối với nền kinh tế đất nước, chính ông cũng khẳng định mình coi trọng "tinh thần hơn vật chất" . Sáu tháng sau bài phát biểu đầu tiên, Khomeini bày tỏ sự bực tức với những lời phàn nàn của người dân về mức sống giảm mạnh của Iran sau cách mạng, ông đã nói rằng: "Tôi không thể tin rằng mục đích của tất cả những sự hy sinh này chỉ là để mua được những quả dưa rẻ tiền hơn" . Trong một dịp khác, nhấn mạnh tầm quan trọng của tử vì đạo so với sự thịnh vượng về vật chất, ông nói: "Có ai muốn con cháu chúng ta tử vì đạo để có được một ngôi nhà tử tế không? Nó không phải là vấn đề quan trọng. Vấn đề quan trọng là thế giới bên kia" . Ông cũng đã trả lời một câu hỏi về các chính sách kinh tế của mình bằng cách tuyên bố thẳng thừng rằng "kinh tế là dành cho những con lừa"  Các yếu tố khác cũng ảnh hưởng đến kinh tế Iran bao gồm cuộc chiến tranh lâu dài với Iraq từ năm 1980, chi phí dẫn đến nợ chính phủ và lạm phát, và các biện pháp cấm vận của Mỹ làm xói mòn thu nhập cá nhân và khiến cho tỉ lệ thất nghiệp tăng chưa từng thấy .
Tỉ lệ nghèo đói đã tăng gần 45% trong 6 năm đầu cầm quyền của Khomeini . Dòng người di cư từ Iran ra nước ngoài cũng tăng mạnh, lần đầu tiên trong lịch sử của đất nước xảy ra tình trạng như vậy . Kể từ khi cuộc cách mạng và chiến tranh với Iraq diễn ra, ước tính "hai đến bốn triệu doanh nhân, chuyên gia, kỹ thuật viên và thợ thủ công lành nghề" của Iran đã di cư sang các nước khác.